# Yundum
Yundum és una petita ciutat de Gàmbia al costat de la qual està situat l'aeroport internacional de Banjul conegut també com a aeroport de Banjul-Yundum. Està situada al sud-est de la capital del país, i està ben enllaçada per carretera amb Banjul, Serrakunda, i la zona costanera on s'han construït els hotels per a l'incipient turisme del país.
Disposa de les instal·lacions bàsiques d'un aeroport.